# بنه‌احمدان
 بنه‌احمدان، روستایی است از توابع بخش امام حسن شهرستان دیلم در استان بوشهر ایران.

## جمعیت
این روستا در دهستان لیراوی جنوبی قرار داشته و براساس سرشماری سال ۱۳۸۵جمعیت آن (۴خانوار) بوده است.

## امکانات
بنه احمدان برخوردار از آب و برق و تلفن و راه آسفالته است و دارای مسجد نیز می باشد.
این روستا در محدوده شهر باستانی سینیز قرار دارد.